# Gomphandra sawiensis
Gomphandra sawiensis là một loài thực vật có hoa trong họ Stemonuraceae. Loài này được (Birnie) Sleumer mô tả khoa học đầu tiên năm 1940.